# Michael Schnegg
Michael Schnegg (* 1971 in München) ist ein deutscher Ethnologe.

## Leben
Von 1992 bis 1997 studierte er Völkerkunde, Wirtschaftswissenschaften (VWL), Soziologie, und MN-Geschichte an der Universität zu Köln. Seit 2010 lehrt er als Professor (W3) am Institut für Ethnologie der Universität Hamburg.
Seine Forschungsschwerpunkte sind politische Ökologie, Wirtschaftsethnologie, Kultur und Klimawandel, soziale Netzwerke und quantitative Methoden. Seine regionalen Bezüge sind das südliche Afrika (Namibia) und Lateinamerika (Mexiko).
Schnegg ist mit der Ethnologin Julia Pauli verheiratet, die ebenfalls am Hamburger Institut für Ethnologie praktiziert.

## Schriften (Auswahl)
- Das Fiesta Netzwerk. Soziale Organisation einer mexikanischen Gemeinde 1679–2001. Münster 2005, ISBN 3-8258-8810-X.
- mit Erdmute Alber, Bettina Beer und Julia Pauli (Hrsg.): Verwandtschaft heute. Positionen, Ergebnisse und Perspektiven. Berlin 2010, ISBN 3-496-02832-7.
- mit Michael Bollig und Hans-Peter Wotzka (Hrsg.): Pastoralism in Africa. Past, present and future. New York 2013, ISBN 978-0-85745-908-4.